# Marco Levi Bianchini
Marco Levi Bianchini (geboren 28. August 1875 in Rovigo, Königreich Italien; gestorben 21. August 1961 in Nocera Inferiore) war ein italienischer Arzt und Psychoanalytiker.

## Leben
Marco Levi war ein Sohn des Triestiner Bankiers Michelangelo Levi und der Venezianerin Enrichetta Bianchini, die Familie seines Vaters stammte aus Rovigo in Venetien. Als die Bankgeschäfte seines Vaters in Konkurs gingen, verschwand dieser nach Rumänien und Marco Levi Bianchini zog 1890 mit seiner Mutter nach Padua. Er studierte Medizin an der Universität Padua und wurde 1899 promoviert. Er arbeitete an der Psychiatrischen Klinik in Florenz und hielt sich für ein Jahr als Allgemeinarzt in Belgisch-Kongo auf. Ab 1903 arbeitete er an einer Psychiatrischen Klinik in Girifalco (Catanzaro), ab 1909 in Nocera Inferiore (Salerno). Er habilitierte sich 1914 in Neapel für klinische Neurologie und Psychiatrie, ab 1924 war er Direktor am Psychiatrischen Hospital Teramo und ab 1931 wieder in Nocera Inferiore tätig. 1938 wurde er aus antisemitischen Gründen entlassen. Nach der Befreiung vom Faschismus wurde er wieder als Direktor eingesetzt und wurde 1946 pensioniert. Er arbeitete danach noch in einer Privatklinik bei Neapel. 
Im Jahr 1909 las Levi Bianchini Freud und Josef Breuers Studien über Hysterie und veröffentlichte dazu 1913 selbst einen Aufsatz. Mit Freud stand er 15 Jahre lang in Briefkontakt und bekam das Recht, dessen Schriften ins Italienische zu übersetzen. Er übersetzte auch Otto Rank und Oskar Pfister. Er war ein Pionier der Psychoanalyse in Italien und gründete 1920 die Zeitschrift Archivio di psicologia, neurologia e psichiatria. Er wurde 1922 ordentliches Mitglied der Wiener Psychoanalytischen Vereinigung (WPV). Levi Bianchini übte keine psychoanalytische Praxis aus, obwohl er auch ohne Lehranalyse auf Grund seiner Veröffentlichungen eine Autorisierung erhalten hatte. Er beteiligte sich 1925 mit Edoardo Weiss an dem ersten Versuch zur Gründung der Società psicoanalitica italiana, die 1932 eine feste Gestalt annahm. 1936 wurde auch die italienische Gruppe Mitglied der Internationalen Psychoanalytischen Vereinigung, sie wurde aber 1938 von den Faschisten verboten.
Levi Bianchini war Mitglied der Freimaurerloge Le Droit Humain. 

## Schriften (Auswahl)
- L'isterismo dalle antiche alle moderne dottrine. Padua: Drucker, 1913
- Marco Levi Bianchini, Biolibido – Antologia di scritti psicoanalitici (1920–1936). Chieti: Metis, 1995